# 1898 en chimie
Cet article présente les faits marquants de l'année 1898 en chimie.

## Évènements
- Lors de ses recherches sur les rayons canaux, le physicien allemand Wilhelm Wien démontre qu'un flux d'ions positifs peut être déflecté par des champs magnétiques et que cette déflexion est proportionnelle au rapport masse/charge. Cette découverte sera à la base de la spectrométrie de masse[1],[2].
- Le chimiste allemand Richard Willstätter définit la structure chimique de la cocaïne pour pouvoir la synthétiser en 1902[3].
- Le chimiste allemand Alfred Einhorn obtient pour la première fois des polycarbonates à l'Université de Munich[4].
- Le chimiste allemand Hans von Pechmann synthétise accidentellement le polyéthylène, qui devient après 1935 la matière plastique la plus commune[5].
- 30 mai-13 juin-12 juillet : les chimistes britanniques Sir William Ramsay et Morris Travers découvrent les gaz inertes : krypton (30 mai)[6], néon (13 juin)[7],[8] et xénon (12 juillet)[9],[10],[11].
- 18 juillet et 26 décembre : les savants français Pierre et Marie Curie annoncent à l'Académie des sciences la découverte du polonium[12] et du radium[13] à partir de pechblende[14] et proposent le vocable « radioactivité »[15]. Ils démontrent que le thorium produit des rayonnements[16].

## Publications
- Fritz Haber : Electrochemistry : Grundriss der technischen Elektrochemie auf theoretischer Grundlage[17].
- Jacobus Henricus van't Hoff : Cours sur la chimie théorique et physique, trad. de Vorlesungen über theoristische und physikalische Chemie, après 1898[18].

## Prix
- Médaille Davy : Johannes Wislicenus pour ses contributions à la chimie organique, particulièrement au domaine de l'isomérie stéréochimique[19],[20].

## Naissances
- 10 avril : Karl Lohmann (mort en 1978), biochimiste allemand.
- 24 septembre[21] : Howard Walter Florey (mort en 1968), pharmacologue australien, prix Nobel de physiologie ou médecine en 1945[22].
- 3 octobre : Piotr Rehbinder (mort en 1972), physicien et chimiste soviétique.
- 8 octobre : Éliane Montel (morte en 1993[23]), physicienne et chimiste française.
- 26 novembre : Karl Ziegler (mort en 1973), chimiste allemand, prix Nobel de chimie en 1963.
- 20 décembre : Alexis Balandine (mort en 1967), professeur de chimie russe.

## Décès
- 12 mars : Ferdinand Hurter (né en 1844), industriel de la chimie suisse.
- 29 juillet : John Alexander Reina Newlands (né en 1837), chimiste britannique.
- 25 septembre : Hieronimus Theodor Richter (né en 1824), chimiste allemand.